# Loire (flod)
 For alternative betydninger, se Loire. (Se også artikler, som begynder med Loire)
Loire er med sine 1.012 kilometer Frankrigs længste flod. Med sine bifloder afvander den en femtedel af Frankrigs areal.
- La Loire - Loirefloden ...
- ved La Charité
- ved Pont-canal de Briare
- ved Gien
- ved Sully-sur-Loire
- ved Orléans
- ved Meung-sur-Loire
- ved Menars
- ved Blois
- ved Chaumont
- ved Bréhémont
- ved Candes Saint-Martin
- ved Saumur
- ved Chênehutte
- ved Le Thoureil
- ved Les Ponts-de-Cé